# Zala vármegye természeti értékeinek listája
Ez a lista Zala vármegye természeti értékeit tartalmazza.

## Nemzeti Parkok
Zala vármegyében nincs önálló nemzeti park, viszont a teljes Keszthelyi-fennsík és a Kis-Balaton mocsárvilága a Balaton-felvidéki Nemzeti Parkhoz tartozik.

## Arborétumok
- Zalaegerszeg: Csácsbozsoki arborétum
- Kiscsehi: Budafapusztai arborétum
- Cserszegtomaj: Cserszegtomaji arborétum

## Tanösvények
- Zalaszántó: Kovácsi-hegy – geobotanikai tanösvény
- Kis-Balaton: Kányavári-sziget – búbos vöcsök tanösvény

## Egyéb természeti értékek
- Hévíz: Hévízi-tó
- Balatonmagyaród: kápolnapusztai bivalyrezervátum
- Tormafölde: vétyemi ősbükkös
- Zalaegerszeg: Azáleás-völgy
- Balatongyörök: Szépkilátó
- Zalaszentgrót: Batthyány-kastély védett parkja[1]

## Külső hivatkozások
- KvVM Természetvédelmi Hivatal
- KvVM Természetvédelmi Információs Rendszer Interaktív Térkép